# Cornelia Druțu

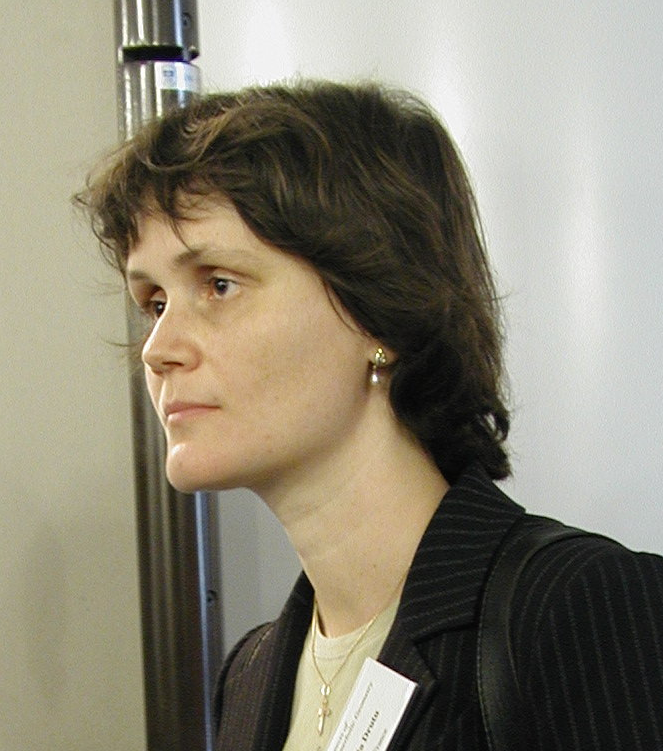
Cornelia Druțu

Cornelia Druțu-Badea (Iași, Rumänien) ist eine rumänische Mathematikerin und Hochschullehrerin. Sie ist Professorin für Mathematik an der University of Oxford und Fellow des Exeter College in Oxford.

## Leben und Werk
Druțu besuchte das heutige National-College Emil Racoviță in Iași. Sie erwarb einen Bachelor und Master in Mathematik an der Universität „Al. I. Cuza“ Iași. 1996 promovierte sie in Mathematik an der Universität Paris-Süd in Orsay bei Pierre Pansu mit der Dissertation Réseaux non uniformes des groupes de Lie semi-simple de rang >1: invariants de quasiisométrie. 2004 habilitierte sie sich an der Universität Lille I. 2009 wurde sie Professorin für Mathematik am Mathematical Institute der University of Oxford. Sie war Gastwissenschaftlerin am Max-Planck-Institut für Mathematik in Bonn, am IHES in Bures-sur-Yvette und am MSRI in Berkeley, Kalifornien, und forschte im Rahmen eines Simons Fellowship am Isaac Newton Institute in Cambridge.
Sie befasst sich mit geometrischer Gruppentheorie und war von 2013 bis 2020 Vorsitzende des gemeinsamen wissenschaftlichen Ausschusses der EMS und der EWM.

## Auszeichnungen (Auswahl)
- 2009: Whitehead-Preis,  London Mathematical Society
- 2017:  Simons Visiting Fellowship.

## Veröffentlichungen (Auswahl)
- Cornelia Druțu, Michael Kapovich: Geometric Group Theory (PDF). American Mathematical Society Colloquium Publications. 63. Providence, RI: American Mathematical Society, 2018, ISBN 978-1-4704-1104-6
- Cornelia Druțu: Geometric Group Theory (Colloquium Publications, Band 63), 2018, ISBN 978-1470411046
- Y. Bugeaud, F. Dal'bo, C. Druțu (Hrsg.): Dynamical Systems and Diophantine Approximation (Seminaires & Congres, Band 19), 2011, ISBN 978-2856293034

Einige Aufsätze:
- Quasi-isometry invariants and asymptotic cones, International Journal of Algebra and Computation, Band 12, 2002, S. 99–135
- Filling in solvable groups and in lattices in semisimple groups, Topology, Band 43, 2004, S. 983–1033
- mit Mark Sapir: Tree-graded spaces and asymptotic cones of groups, Topology, Band 44, 2005, S. 959–1058
- Diophantine approximation on rational quadrics, Mathematische Annalen, Band 333, 2005, S. 405–470
- mit Goulnara Arzhantseva, M. Sapir: Compression functions of uniform embeddings of groups into Hilbert and Banach spaces, J. Reine Angew. Math., Band 633, 2006, S. 213–235
- mit I. Chatterji, F. Haglund: Kazhdan and Haagerup properties from the median viewpoint, Adv. Math., Band 225, 2007, S. 882–921
- mit J. Behrstock, M. Sapir: Median structures on asymptotic cones and homomorphisms into mapping class groups, Proc. Lond. Math. Soc., Band 102, 2008, S. 503–554
- mit J. Behrstock, L. Mosher: Thick metric spaces, relative hyperbolicity, and quasi-isometric rigidity, Mathematische Annalen, Band 344, 2009, S. 543
- mit S. Mozes, Mark Sapir: Divergence in lattices in semisimple Lie groups and graphs of groups, Transactions of the Am. Math. Soc., Band 362, 2010, S. 2451–2505
- mit J. Behrstock: Combinatorial higher dimensional isoperimetry and divergence, Journal of Topology and Analysis, 2017
- mit G. Arzhantseva: Geometry of infinitely presented small cancellation groups, Rapid Decay and quasi-homomorphisms, Canadian Journal of Mathematics,  2018
- mit P. W. Nowak: Kazhdan projections, random walks and ergodic theorems, Journal für Reine und Angewandte Mathematik, Band 754, 2019, S. 49–86
- mit J. Mackay: Random groups, random graphs and eigenvalues of p-Laplacians, Adv. Math., Band 341, 2019, S. 188–254.